# Diplobicellariella sinuosa
Diplobicellariella sinuosa is een mosdiertjessoort uit de familie van de Candidae.